# استحکامات بیرگو
استحکامات بیرگو (انگلیسی: Fortifications of Birgu)، مجموعه‌ای از دیوارهای دفاعی و استحکامات در اطراف شهر بیرگو در مالت است. نخستین استحکامات آن دژ سنت آنجلو در قرون وسطی بود و بخش اصلی و اعظم استحکامات نیز در میان قرن ۱۶ تا ۱۸ میلادی توسط فرقه سنت جان یا شوالیه‌های مهمان‌نواز ساخته شد. بخش اعظمی از این استحکامات دست‌نخورده باقی مانده است.
استحکامات بیرگو در لیست و فهرست میراث آزمایشی یونسکو در کشور مالت از سال ۱۹۹۸ به عنوان بخشی از «استحکامات شوالیه‌ها پیرامون بندرگاه مالت» قرار گرفته است.